# Loay Mazen
Loay Mazen es un deportista egipcio que compitió en taekwondo. Ganó una medalla de bronce en el Campeonato Africano de Taekwondo de 2003, en la categoría de –78 kg.

## Palmarés internacional
| Campeonato Africano | Campeonato Africano | Campeonato Africano | Campeonato Africano |
| Año                 | Lugar               | Medalla             | Categoría           |
| ------------------- | ------------------- | ------------------- | ------------------- |
| 2003                | Abuya (Nigeria)     | Medalla de bronce   | –78 kg              |